# Scopalinida
Scopalinida is een orde van sponsdieren uit de klasse van de Demospongiae (gewone sponzen).

## Familie
- Scopalinidae Morrow, Picton, Erpenbeck, Boury-Esnault, Maggs & Allcock, 2012